# Ruta CH-57
La Ruta CH-57 es una carretera chilena que atraviesa las Regiones de Valparaíso y Metropolitana de Santiago en el Valle Central de Chile. La ruta se inicia en Santiago de Chile y finaliza en Los Andes. Corresponde a la Concesión Autopista Los Libertadores.
- Datos: Q6113938